# 트라이얼 (기업)
트라이얼(일본어: トライアル 토라이아루[*], 영어: TRIAL)은 일본의 슈퍼마켓 체인이다. 본사는 후쿠오카시 히가시구에 있다.

## 개요
현재 규슈 지방, 간토 지방을 중심으로 전국에 종합 할인점을 운영하고 있다. 창업 당시에는 소프트웨어 구축 및 컴퓨터 판매를 주력으로 주로 유통업을 대상으로 한 IT 시스템을 개발했다. 현재도 소프트웨어 개발 전문 자회사를 소유하고 있으며, 일본 내 모든 점포의 영업 지원, 실적 분석 등을 담당하고 있다. 
2011년 8월에는 오이타현 구스군 고코노에정에 '초자바루 온센쿄'(長者原温泉郷)와 리조트 시설을 설립했다. 
2023년 6월 현재 일본에는 285개의 매장을 운영하고 있다.
대한민국에는 2004년 10월 지사 '트라이얼코리아'를 부산광역시 해운대구에 설립, 2005년 경상남도 함안군에 첫 매장을 열었다. 330m2 이상이면 '트라이얼 마트', 이하면 '트라박스'로 구분한다.

## 특징
하이퍼마켓, 대형 할인점 형태의 점포가 주력으로 점포당 규모는 대체로 3,000평방미터 이상이다. 종래에는 경비 삭감을 위해서 도산하거나 철퇴한 기업의 점포를 활용하고 있었지만, 2013년 이후는 4,000평방미터 정도의 신규 점포를 집중적으로 출점하는 등 점포의 표준화와 다점포화를 진행하고 있다.
2018년부터는 '유통정보혁명'을 슬로건으로 삼고 후쿠오카를 중심으로 스마트스토어를 전개하고 있다. AI를 탑재한 수백대의 카메라를 이용해, 사람이나 상품의 움직임을 실시간 추적하는 시스템이나, 계산 업무와 지불 동작을 생략하는 태블릿 단말과 바코드 판독 스캐너 탑재의 스마트 쇼핑 카트를 도입하거나 점내의 디지털 사이니지의 채용, 스마트 폰 앱에 결제 시스템을 통합시키는 등 IT를 융합시키는 것으로 소매업의 낭비, 불균일, 무리를 줄이고 코스트를 삭감하는 것으로 저렴한 가격으로 상품을 제공하고 있다.
대부분의 점포가 24시간 영업하고 있다.

## 대한민국 내 매장 현황

### 트라이얼 마트

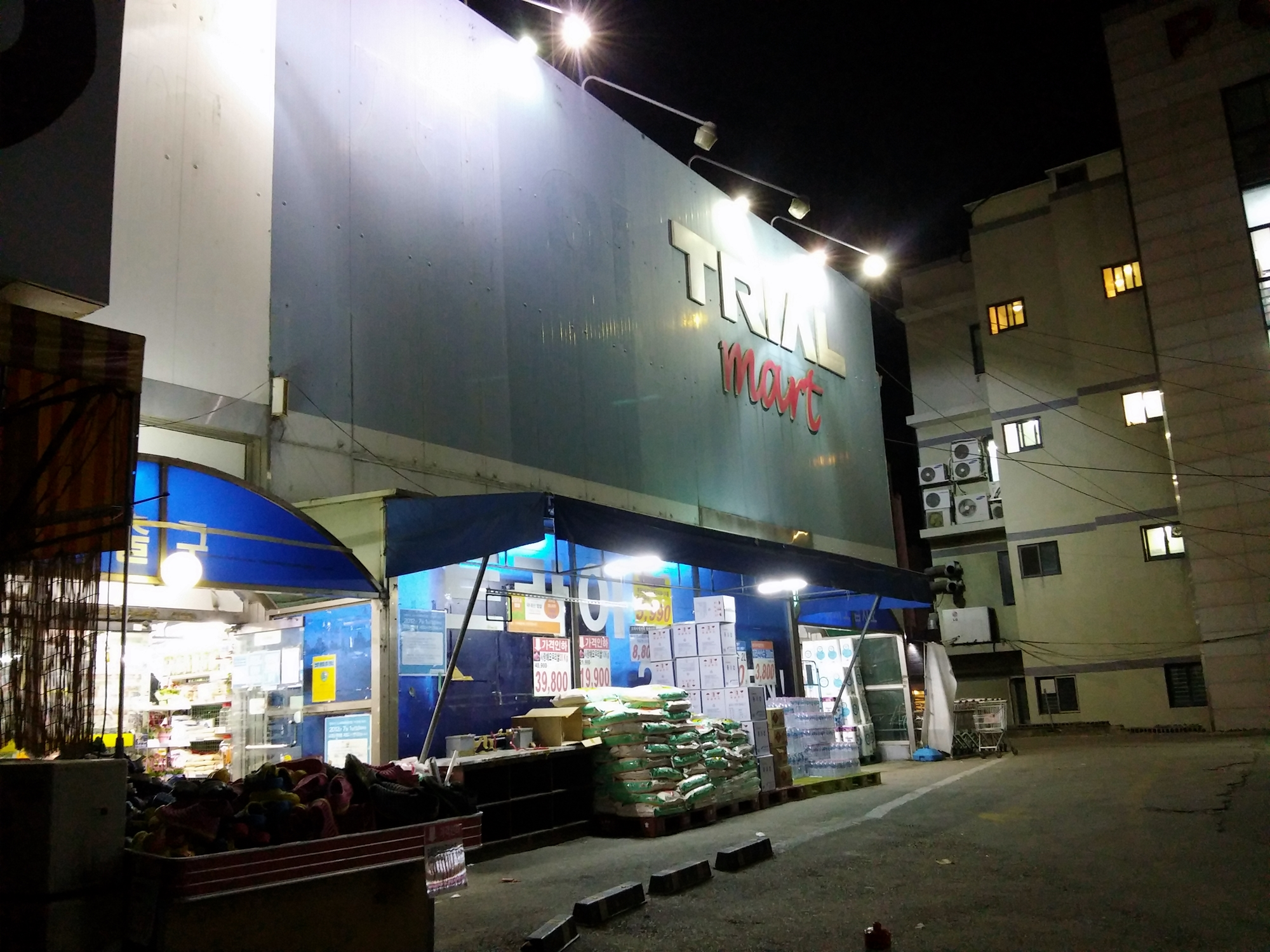
김해점 사진 (2015년 5월 촬영)

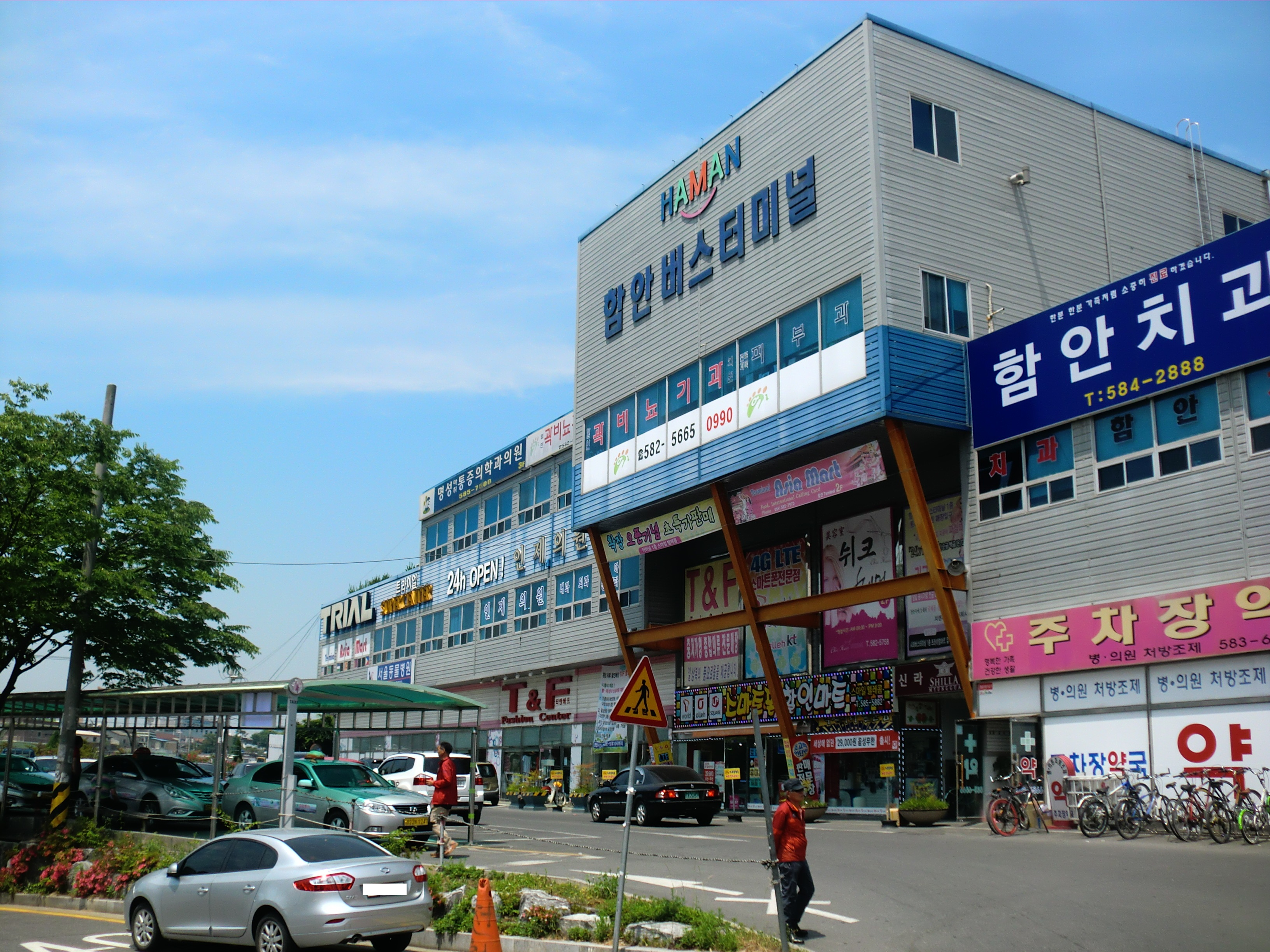
함안점 전경 (함안시외버스터미널 내에 위치, 2015년 5월 촬영)

| 지점명 | 주소                                          |
| ------ | --------------------------------------------- |
| 함안점 | 경상남도 함안군 가야읍 함마대로 1636-16       |
| 남해점 | 경상남도 남해군 남해읍 남해대로 2835          |
| 김해점 | 경상남도 김해시 분성로 160                    |
| 내서점 | 경상남도 창원시 마산회원구 내서읍 호계안길 97 |
| 밀양점 | 경상남도 밀양시 밀양대로 1881                 |
| 영천점 | 경상북도 영천시 장천길 13                     |
| 왜관점 | 경상북도 칠곡군 왜관읍 자조1길 9              |
| 광양점 | 전라남도 광양시 광양읍 서평7길 19             |

### 트라박스
| 지점명 | 주                                       |
| ------ | ---------------------------------------- |
| 좌동점 | 부산광역시 해운대구 세실로 39            |
| 중동점 | 부산광역시 해운대구 좌동순환로299번길 22 |
| 연산점 | 부산광역시 연제구 월드컵대로 62          |
|        |                                          |

## 논란
트라이얼 마트는 유통산업발전법이 규정한 영업시간 제한과 월 2회 의무휴업 대상이 아니므로 24시간 영업이 가능하여 주변 상인들이 반발하고 있다. 2013년 3월에는 부산 해운대구 트라박스 매장 앞에서 불매운동을 결의하는 집회가 열렸고 같은 해 6월에는 칠곡군에 들어서는 왜관점 입점에 앞서 반대 집회가 열린 바 있다.